# 1971年北海道知事選挙
1971年北海道知事選挙（1971ねんほっかいどうちじせんきょ）は、北海道の執行機関である北海道知事を選出するために行われた選挙で、第7回統一地方選挙前半戦投票日である1971年4月12日に投票が行われた。

## 概要
北海道知事の任期4年が満了したことに伴って実施された。北海道知事選挙は第1回選挙（1947年）以来、常に統一地方選挙の日程で実施されている。北海道は日本社会党（以下、社会党）を中心とする革新勢力が強い地域で、第1回選挙以来、保守政党・革新政党による激しい選挙戦が展開されてきた。特に今回の選挙では告示寸前に社共共闘が成立したため、保守道政維持を図りたい保守と12年ぶりの道政奪還を狙う革新による事実上一騎討ちの選挙戦となった。

## 基礎データ
- 知事任期：4年
- 告示日：3月17日
- 投票日：4月12日
- 当日有権者数：3,347,485名

### 候補者
立候補届け出をしたのは、以下の3名である。社会党公認の塚田庄平候補は前回選挙に引き続いての立候補である。日本共産党（以下、共産党）は一時、荒井英二常任委員を知事予定候補として運動を進めていたが、告示日二日前に社会党と政策協定を締結した事を受け荒井を下ろし、塚田候補を統一候補として支援した。
| 候補者名   | 年齢 | 党派（推薦・支持政党）   | 新旧 | 備考                   |
| ---------- | ---- | ------------------------ | ---- | ---------------------- |
| 塚田庄平   | 52   | 日本社会党（日本共産党） | 新人 | 元北海道議会副議長     |
| 堂垣内尚弘 | 56   | 自由民主党               | 新人 | 北海道総合開発研究所長 |
| 坂本和     | 37   |                          | 新人 |                        |

## 選挙結果
投票率：79.39％（投票者数2,657,449名）前回選挙78.15％
| 当落   | 候補者     | 党派（推薦・支持）       | 新旧      | 得票数    | 得票率 |
| ------ | ---------- | ------------------------ | --------- | --------- | ------ |
| 当選   | 堂垣内尚弘 | 自由民主党               | 新人      | 1,293,690 | 49.6%  |
|        | 塚田庄平   | 日本社会党（日本共産党） | 新人      | 1,280,479 | 49.1%  |
| 坂本和 | 無所属     | 新人                     | 34,092    | 1.3%      |        |
| 合計   | 合計       | 合計                     | 2,608,261 |           |        |

出典：北海道知事選挙の結果（昭和22年～現在）.北海道選挙管理委員会（2011年9月19日閲覧）
大接戦の末、堂垣内候補が塚田候補を1万3千票余りの僅差で振り切って初当選を果たした。地域別に見た場合、郡部では堂垣内50万3,091票、塚田40万6,853票と堂垣内が優位に立ったのに対し、都市部では堂垣内70万599票、塚田87万3,626票で塚田が堂垣内を上回った。また保守の地盤である農漁村地域でも塚田は前回より支持を伸ばすことに成功した。これまで保守系に傾いていた公明党の票が今回、7対3で革新系に流れたことも注目された。